# 타인의 생애
《타인의 생애》는 1984년 3월 11일에 MBC TV에서 방영되었던 베스트셀러극장이다.

## 줄거리
고아원에서 자란 정진우(박은수)는 드라마와 영화의 단역배우로 생계를 이어가고 있다. 어느 날 진우는 촬영을 마치고 집으로 가다가 한 남자에 의해 차에 태워져 어느 별장으로 간다. 별장에는 화경(정애리)이라는 여자와 현인철(김용건)이라는 남자가 진우를 기다리고 있다. 화경은 진우에게 1년 전 불의의 사고로 고인이 된 인철의 막냇동생 석철 역을 맡아 석철의 행동과 모습을 재현해 줄 것 및 막대한 금전적 보상을 제안한다. 인철은 이같은 이상한 제안이 석철을 잃은 충격으로 기억을 잃은 자신의 어머니(김용림)를 위한 것이라고 설명한다. 진우는 잠시 고민하다가 결국 화경의 제안을 승낙하는데...

## 출연
- 박은수
- 정애리
- 김용림
- 김용건
- 오미연
- 김정하
- 남영진
- 안재은
- 홍민우
- 윤석오